# Hermann Peyerl
Hermann Peyerl (* 1980 in Wien) ist ein österreichischer Wirtschaftswissenschaftler und Steuerrechtler. Er ist Professor für Rechnungswesen und Steuerrecht am Department für Wirtschafts- und Sozialwissenschaften und Studiendekan der Universität für Bodenkultur Wien.

## Leben
Nach der Reifeprüfung und dem anschließenden Grundwehrdienst studierte Hermann Peyerl Wirtschafts- und Rechtswissenschaften an der Wirtschaftsuniversität Wien und Ingenieurwissenschaften an der Universität für Bodenkultur Wien. Er promovierte 2006 mit einer Dissertation in Betriebswirtschaftslehre und 2009 im Finanzrecht. 2008 hat er ein postgraduales LL.M.-Studium aus European Tax Law an der Johannes Kepler Universität Linz abgeschlossen. 2014 habilitierte er sich für Betriebswirtschaftslehre unter Berücksichtigung des Steuerrechts.
Peyerl ist seit 2006 am Department für Wirtschafts- und Sozialwissenschaften der Universität für Bodenkultur Wien tätig. Zuvor arbeitete er für Unternehmen in Österreich, Deutschland und den USA. Er lehrte an mehreren in- und ausländischen Universitäten, unter anderem 2007 als Gastprofessor an der Thammasat-Universität in Bangkok und 2009 an der Universität Hohenheim in Stuttgart. 2012 folgte ein Forschungsaufenthalt an der University of California in Berkeley und 2014 an der Northwestern University in Chicago.
Peyerl ist Herausgeber und Verfasser zahlreicher wissenschaftlicher Veröffentlichungen. Darüber hinaus nimmt er immer wieder zu aktuellen steuerpolitischen Fragen öffentlich Stellung. Für seine Forschungsarbeiten erhielt er eine Reihe an Preisen und Auszeichnungen, unter anderem den Wissenschaftspreis des Landes Niederösterreich.
Peyerl ist Mitglied mehrerer wissenschaftlicher Vereinigungen und akademischer Gremien. Er war Schülervertreter und später Studierendenvertreter der HochschülerInnenschaft. 2010 wurde er kooptiertes Mitglied im Fachsenat für Steuer- und Sozialrecht der Kammer der Steuerberater und Wirtschaftsprüfer.

## Arbeits- und Forschungsschwerpunkte
- Unternehmensbesteuerung und Steuerpolitik
- Nationale und internationale Rechnungslegung
- Bewertung und Besteuerung natürlicher Ressourcen

## Auszeichnungen (Auswahl)
- 2016 Mitchell B. Carroll Preis der International Fiscal Association
- 2015 Kardinal-Innitzer-Förderungspreis für Rechts- und Staatswissenschaften
- 2015 Preis des Verbandes österreichischer Banken und Bankiers (Hauptpreis)
- 2015 AKNÖ-Wissenschaftspreis (Sonderpreis)
- 2015 Leopold-Kunschak-Wissenschaftspreis
- 2014 LBG Award
- 2014 Manfred Schwanninger Preis
- 2010 Preis der Professor Anton Kurir-Stiftung zur Unterstützung wissenschaftlicher Nachwuchskräfte
- 2010 Forschungsstipendium der Heinrich Graf Hardegg’schen Stiftung
- 2010 Kommunaler Wissenschaftspreis
- 2010 Wissenschaftspreis des Landes Niederösterreich
- 2007 Preis der AGRANA-Forschungs-Förderung
- 2005 Preis der Dr.-Karl-Schleinzer-Stiftung